# Hajtman Béla
Hajtman Béla (Párkány, 1966. június 28. –) a szlovákiai magyar író. Az alsóbodoki magán szakközépiskola igazgatója, illetve tanára.

## Életrajz
1966. június 28-án született Párkányban, Szlovákia és Magyarország határvárosában. Nevét apja után kapta, akit Hajtman Bélának hívtak. Anyja Matus Kornélia. Feleségétől, Bencsik Líviától két gyermeke született. Az első Hajtman Gábor (1991), a második Hajtman Karin (1993).
Hajtman Béla középfokú tanulmányait (1980-1984) Párkányban abszolválta jelesen. 1988-tól kezdte meg tanulmányait a Comenius Egyetem Bölcsészettudományi Karán, ahol és magyar nyelvet és irodalmat, illetve szlovák nyelvet és irodalmat hallgatott. 2004-től 2009-ig a Selye János Egyetem tanárképző levelezői tagozatának német nyelv és irodalom – katechetika szakos hallgatója.

## Életpályája
- 1987–1988 Udvardi Mezőgazdasági Szaktanintézet, nevelő
- 1993–1996 Érsekújvári Czuczor Gergely MTNY Alapiskola, tanító
- 1996–2004 Udvardi Vállalkozói Szakközépiskola, tanár
- 2004-2009-ig a Lévai MTNY Egyházi Gimnázium, igazgató

## Művei
- Hídon. Regény; AB-ART, Pozsony, 2001
- Béla von Goffa: Szivarfüstben. Samuel Borkopfnak és barátaimnak, egy Trianon utáni lakosztályból; AB-ART, Pozsony, 2003
- "Már nyugosznak a völgyek..."; AB-ART, Pozsony, 2005

## Tevékenység
Irodalmi, közéleti és pedagógiai jellegű írásai hazai irodalmi és pedagógiai lapokban (Katedra, Pedagógusfórum, Irodalmi Szemle, Szőrös Kő, Kalligram, Új Szó) jelennek meg.

## Már nyugszanak a völgyek
Mester, köszönöm, hogy a ma esti órában is rád tudok figyelni, köszönöm, hogy nem kell magamra erőltetnem az ájtatoskodók és hamisan szenvelgők pózát, kérlek, továbbra is add meg nekem és minden gyászban lévő Olvasónak az elcsendesedést, elmélyülést, amelyre gyógyírként szükségünk lesz életünk hátralévő napjaiban. (…) Most megint érzem a fájdalmat, mégis jó, hogy rá gondolok, és róla írok. Így is gyógyítom magam. Önterápia. És nem érdekelnek a különböző kánonok és olvasatok. Ez az én apuszövegem. (Részlet)